# Romangordo (kommunhuvudort)
Romangordo är en kommunhuvudort i Spanien.   Den ligger i provinsen Provincia de Cáceres och regionen Extremadura, i den centrala delen av landet, 190 km väster om huvudstaden Madrid. Romangordo ligger 422 meter över havet och antalet invånare är 158.
Terrängen runt Romangordo är huvudsakligen kuperad, men norrut är den platt. Terrängen runt Romangordo sluttar norrut. Runt Romangordo är det mycket glesbefolkat, med 5 invånare per kvadratkilometer. Närmaste större samhälle är Almaraz, 8,3 km norr om Romangordo. Omgivningarna runt Romangordo är huvudsakligen savann.